# Merionoeda nigriceps
Merionoeda nigriceps là một loài bọ cánh cứng trong họ Cerambycidae.